# Pierwiastki kryptomorficzne
Pierwiastki kryptomorficzne, pierwiastki endokryptne – pierwiastki chemiczne, które w skorupie ziemskiej nie tworzą własnych minerałów, lecz ukryte są w sieciach krystalicznych innych minerałów.